# Himmelsglob

Himmelsglob av Willem Blaeu, början av 1600-talet.

En himmelsglob är en avbildning av stjärnhimlen på utsidan av ett klot. Till skillnad från tvådimensionella kartor visar den stjärnhimlen utan förvrängning och stjärnornas inbördes vinkelavstånd visas korrekt. Stjärnornas olika ljusstyrkor brukar också framgå. Normalt är dock himlen ”spegelvänd” eftersom globen bara kan betraktas utifrån.

## Beskrivning
En himmelsglob består av ett klot på vilket stjärnhimlen är avbildad, oftast i form av de olika stjärnbilderna och deras ljusstarkaste stjärnor. Det har genom tiderna funnits olika slag av himmelsglober. Den glob som var vanlig i Europa på 1400- till 1800-talen kunde användas som astronomiskt instrument, som hjälpmedel vid undervisning och som ett konstföremål.
Stjärnhimlen visas spegelvänd eftersom den ses ”utifrån” och betraktaren får föreställa sig hur himlen skulle se ut ifall han eller hon befann sig i klotets centrum. Förutom stjärnorna och stjärnbilderna finns oftast också linjer som visar ekvator, vändkretsar och ekliptikan. Globen är vid de båda himmelspolerna fäst i en meridianring av trä eller metall så att den kan roteras runt sin axel. Ringen är i sin tur fäst i ett stativ, vars ovandel kan fungera som horisontlinje. Om meridianringen är rörlig kan axelns lutning kan justeras beroende på var på jorden globen är placerad, alltså på vilken latitud.
På globen, meridianringen och på stativet finns markeringar för längd- och breddgrader, tid på dygnet och för årets 365 dygn, höjd över horisonten och azimut. Man kan med hjälp av himmelsgloben utläsa stjärnornas position på himlen och när de stiger över horisonten vid olika platser och tidpunkter utan mer avancerade matematiska kunskaper.

## Historik

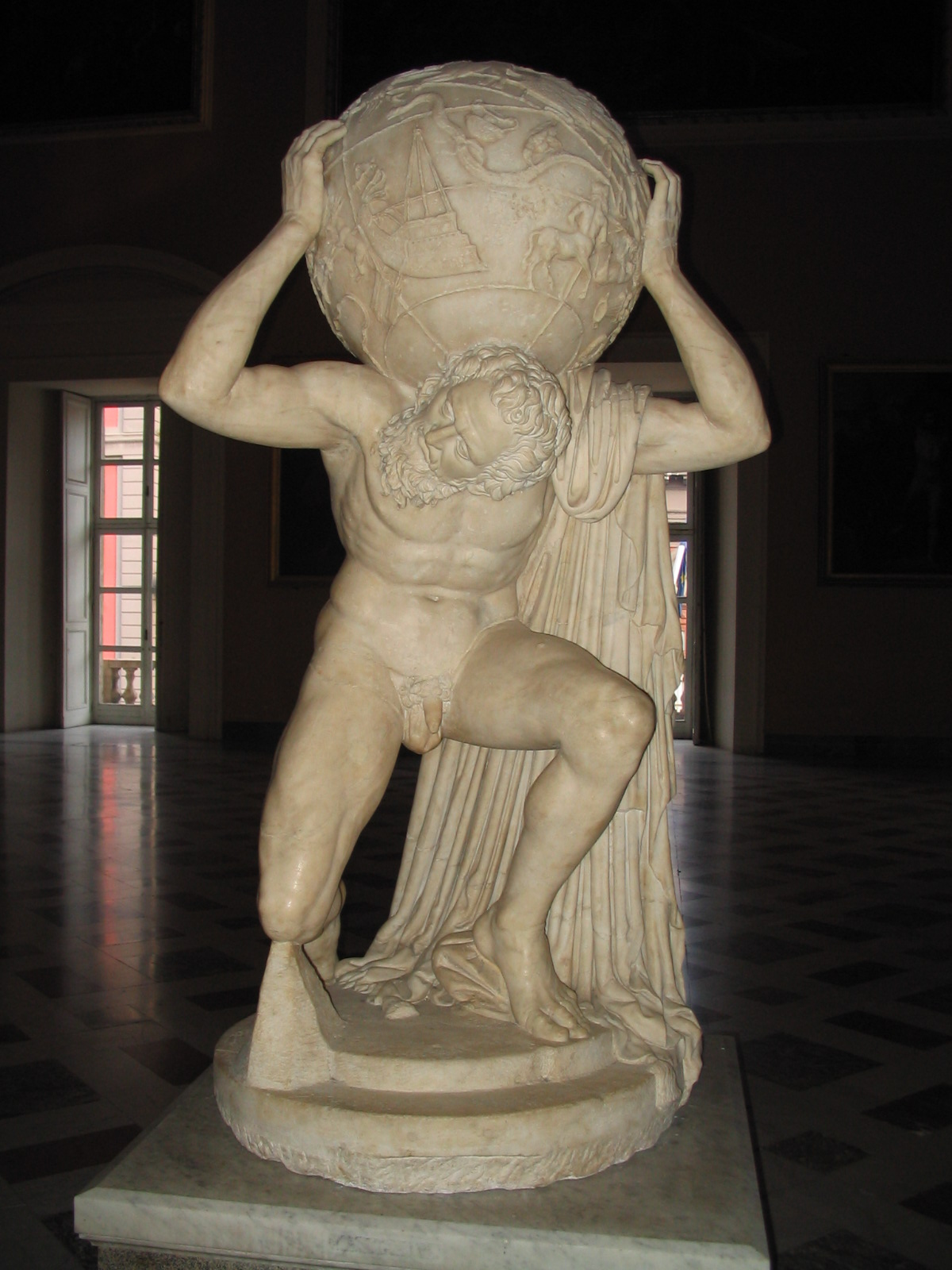
Farneses Atlas, 100-talet e.Kr.

Det har tillverkats himmelsglober i minst 2 500 år. I Kina är de kända sedan 400-talet f.Kr. I Västvärlden sades filosofen Anaximander (610–546 f.Kr.) ha haft en sådan på insidan av en ihålig sfär. Astronomen och matematikern Eudoxos (408–355 f.Kr.) ska ha använt en himmelsglob av det slag som sedan blev det vanliga, där himlen betraktas ”utifrån”. Säkert är att globerna användes vid skolundervisning på 200-talet f.Kr. Den äldsta bevarade himmelsgloben är Farneses Atlas, en hellenistisk marmorskulptur från 100-talet e.Kr. som föreställer titanen Atlas med en himmelsglob på sina axlar.
Med medeltidens inträde upphörde bruket av himmelsglober i Europa men kunnandet övertogs i den muslimska världen. Senare återkom de till Västerlandet genom influenser från den arabiska kulturen. De första kända medeltida globerna framställdes av Gerbert av Aurillac mot slutet av 900-talet och den äldsta bevarade är från 1400-talet.
Det dröjde till slutet av medeltiden innan globerna åter började att bli vanliga i Västerlandet. Såväl de arabiska som renässansgloberna använde oftast Ptolemaios (ca 90–170 e.Kr.) stjärnkatalog och hans 48 konstellationer. I början av 1500-talet blev Nürnberg ett centrum för masstillverkning av himmelsglober. I staden verkade Johannes Schöner, som etablerade en sorts standard för hur glober skulle vara utrustade.
Himmelsglober kunde tillverkas av många olika material; metall (mässing, koppar eller silver), glas, marmor, porslin och elfenben. Från 1500-talet blev det vanligt med kartong täckt av gips för att få en perfekt sfär. De var byggda kring ett skelett av trä. På äldre glober tecknades, målades eller graverades kartan direkt på ytan. Från 1500-talet tryckte man istället kartan på papperssegment som fuktades och klistrades på globens yta. Fram till 1800-talet såldes oftast himmelsglober och jordglober som ett par. På 1600-talet började man att tillverka små jordglober som skyddades av läderfodral. Himlen var avbildad på insidan av fodralet.

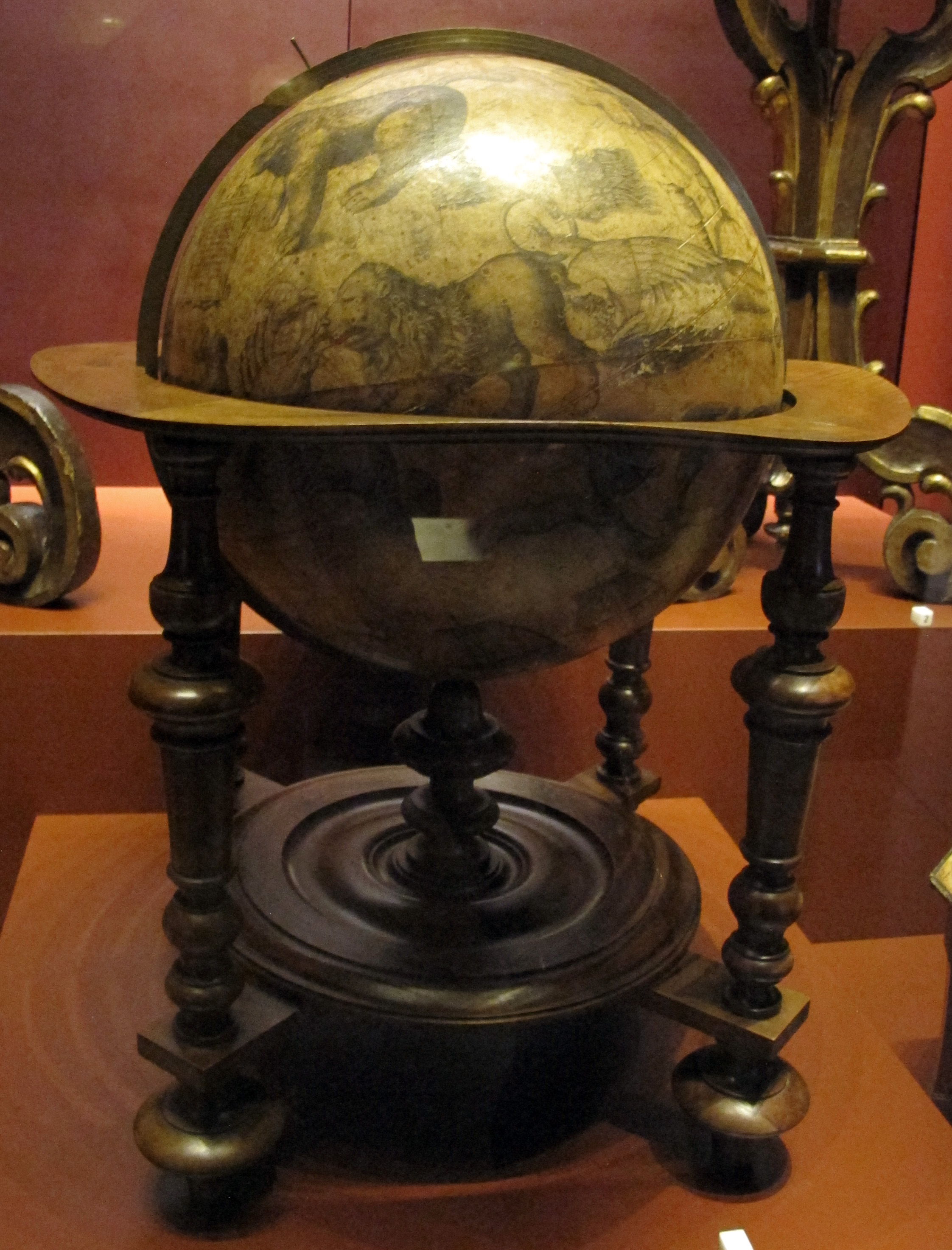
Joducus Hondius, 1613.

Mot slutet av 1500-talet övertog av Amsterdam rollen som ledande inom tillverkning av jord- och himmelsglober. Willem Janszoon Bleau, som hade arbetat med Tycho Brahe, och Joducus Hondius var de mest kända namnen. När Tycho Brahes (1546–1601) mer exakta positioner blev kända övergick man till dessa. Vid mitten av 1600-talet upphörde Amsterdams dominans och mot slutet av århundradet var italienaren Vincenzo Coronelli den mest berömda tillverkaren. För kung Ludvig XIV i Frankrike tillverkade han 1683 ett par enorma glober med en diameter av nästan fyra meter. De finns sedan 2006 i Nationalbiblioteket i Paris, Bibliothèque François-Mitterrand.
Med de geografiska upptäckterna på 1500- och 1600-talet kom också nya rön om stjärnhimlen i söder. Den första globen som visade hela södra stjärnhimlen gjordes 1589 av Jacob Floris van Langren, med bland annat Södra korset och Stora och Lilla Magellanska molnen. På 1600-talet började man att studera himlen med kikare och upptäckte många nya stjärnor. De nya upptäckterna skapade en marknad för nya upplagor av globerna, antingen helt nya glober eller uppdaterade nytryck som kunde klistras på befintliga klot. Tillverkarna introducerade också nya stjärnbilder. På 1700-talet övertogs den rollen av astronomer som kunde låta stjärnor som enbart syntes i teleskop ingå. De klassiska Ptolemaiska 48 stjärnbilderna hade år 1800 på ett tämligen slumpmässigt sätt blivit fler än 100. År 1928 beslöt Internationella astronomiska unionen att antalet stjärnbilder skulle reduceras till 88. Gränserna skulle vara väldefinierade och överensstämma med breddgrader och längdgrader. De ursprungliga avbildningarna blev mindre tydliga. Moderna himmelsglober visar ofta bara de ljusstarkare stjärnorna och inga stjärnbilder alls.

## Två globtillverkare i Norden

### Tycho Brahe
Som femtonåring, 1562, påbörjade den danske astronomen Tycho Brahe juridikstudier i Leipzig. Det var här han införskaffade sin första himmelsglob. Det var en liten glob, stor som en knytnäve, men med hjälp av den lärde han sig snabbt alla stjärnbilderna. Det var det första av en rad astronomiska instrument som Tycho köpte eller tillverkade.
På sitt observatorium Uraniborg, uppfört 1576 på Ven, hade han och hans medhjälpare tillgång till flera olika glober vars mekanismer han troligen själv hade konstruerat. Den mest berömda var Globus Magnus Orichalcius (”Den stora mässingsgloben”) med en diameter av 1½ meter. År 1570 hade Tycho beställt ett stort träklot av en instrumentmakare i Augsburg men det dröjde till 1575 innan klotet kunde transporteras till Danmark. Träet hade då fått sprickor och den sfäriska formen var inte perfekt. Sedan felen åtgärdats kontrollerade Tycho under två års tid att globen klarade temperaturväxlingarna mellan sommar och vinter. Därefter täcktes hela globen med tunna mässingsplåtar och alla skarvar jämnades till så att de blev i stort sett osynliga. Zodiaken, ekvatorn och polerna märktes ut. Sedan följde ytterligare ett år av klimattest. 
Hela globen var monterad i ett kraftigt järnstativ på vars ovandel fanns en bred list som fungerade som himmelshorisont och i den var en meridianring av stål fäst. En rörlig mässingskvadrant löpte mellan polen och horisonten. På horisonten och kvadranten fanns markeringar för azimut och höjd, uttryckt i grader och minuter. 
Tychos stora insats som astronom var de nya och mycket noggranna positionsbestämningar av stjärnor och planeter som han och hans medarbetare utförde. Bland medarbetarna fanns Willem Blaeu som senare blev en av 1600-talets stora globmakare. På den stora mässingsgloben angavs efterhand positioner för allt fler stjärnor, till slut mer än tusen.
1597 lämnade Tycho Brahe Ven och tillträdde 1599 en tjänst som astrolog och rådgivare hos kejsar Rudolf II i Prag. Alla hans instrument fördes dit, även den stora himmelsgloben, men Tycho dog redan 1601. Under trettioåriga kriget togs globen som krigsbyte och återfördes till Danmark, men den förstördes vid en stor brand i Köpenhamn 1728.

### Den Åkerman-Akrellska globverkstaden

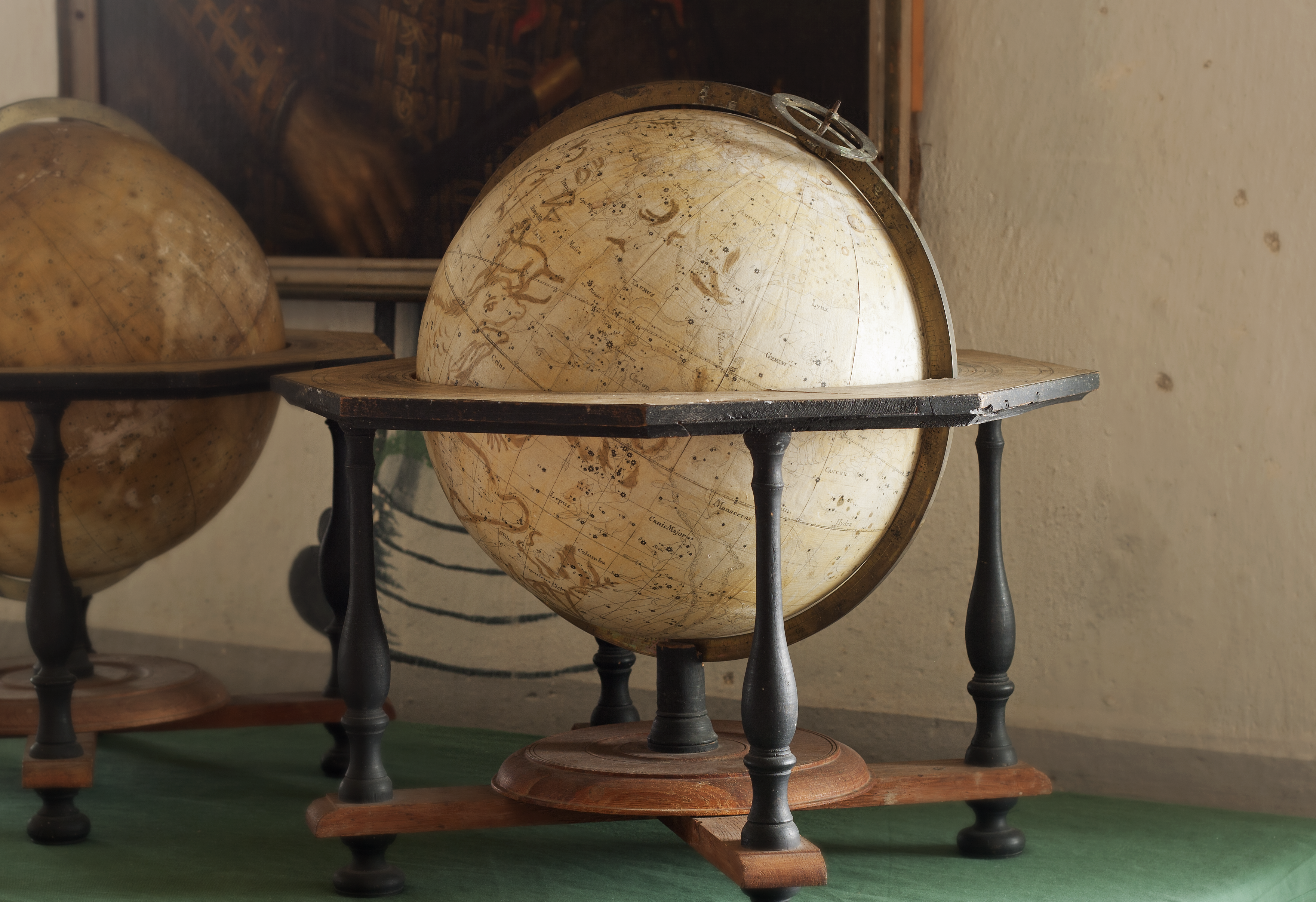
Anders Åkerman, 1759.

Kosmografiska sällskapet bildades i Uppsala 1758 med syfte var att utge kartor och glober samt böcker om geografi. Uppdraget att tillverka kartorna och globerna gick till Anders Åkerman (1721–1778) som var en kunnig gravör och som hade studerat matematik. I hans globverkstad arbetade till sex–sju personer; snickare, gjutare, svarvare och tryckare, förutom Åkerman själv. 1759 var det första paret glober, en jordglob och en himmelsglob, färdigt. Himmelsgloben hade en diameter av en fot och hade utarbetats efter nya observationsdata med hjälp av astronomen Fredric Mallet. Den såldes i många exemplar varav några ännu är bevarade.
1762 lanserade Åkerman ett globpar med diametern fem tum. Även av denna himmelsglob är flera exemplar bevarade. Av jordgloberna finns få eller inga bevarade eftersom de snabbt blev föråldrade när nya geografiska upptäckter gjordes. Åkerman gjorde också en variant av detta mindre globpar, där himmelsgloben var ett skal i två delar runt jordgloben. Stjärnhimlen avbildades på insidan av skalet.
1766 utgav Anders Åkerman ett par större glober, diameter två fot. Trots att alla globerna sålde bra och trots att han fått statligt bidrag dog han fattig 1778. Produktionskostnaderna hade varit höga och 1766 hade verkstaden drabbats av en förödande brand.
Verksamheten flyttades till Stockholm och drevs vidare av Fredrik Akrel som hade samarbetat med Åkerman. Han gjorde nya och förbättrade upplagor av de tre globparen. Akrel avled 1804 och efterträddes av sin son Carl Fredrik Akrell. Med tiden blev det allt svårare att finna avsättning för globerna och tillverkningen upphörde 1826.

## Bilder

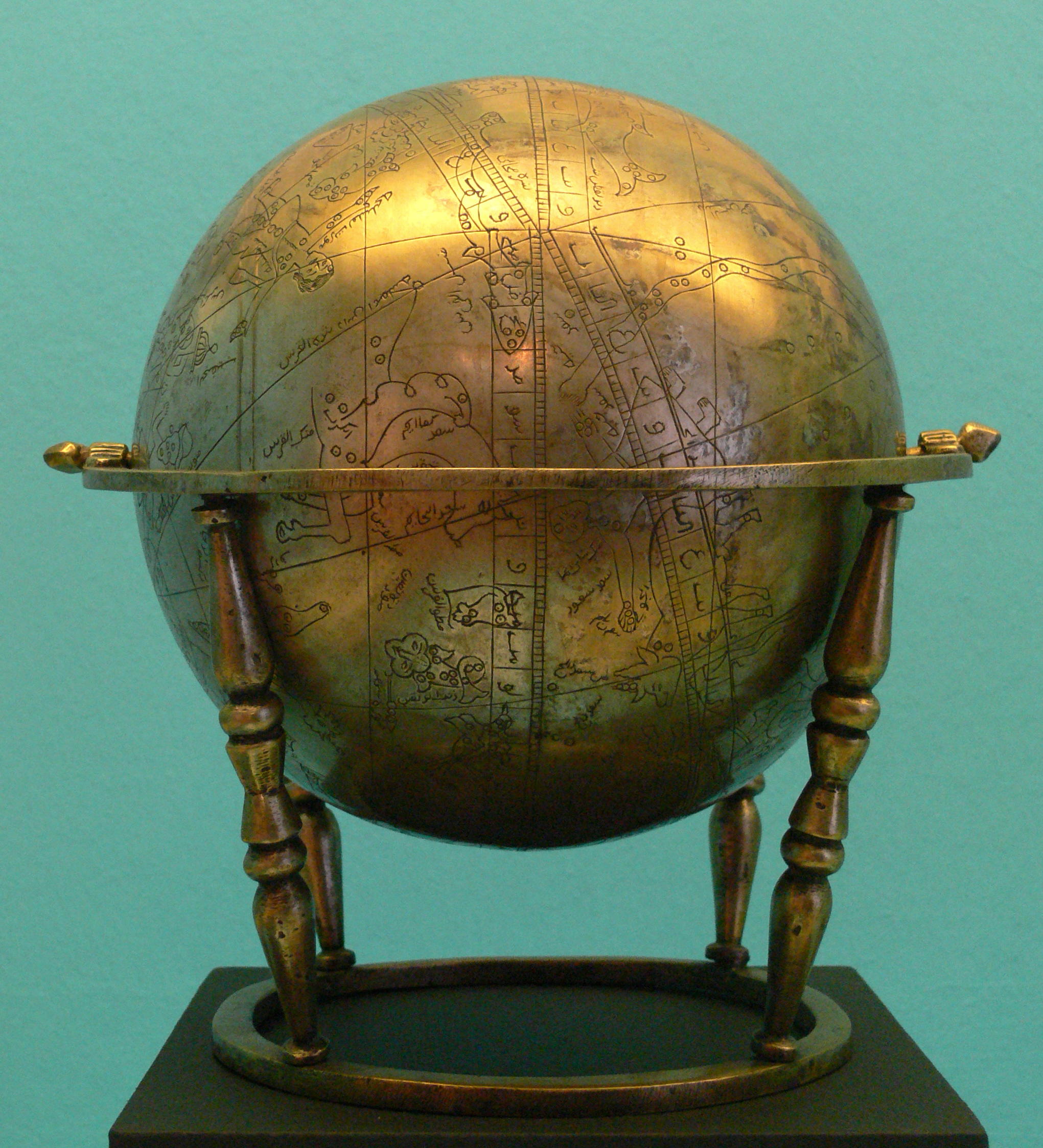
Indisk himmelsglob från mogultiden med arabisk text. 1700-talet.
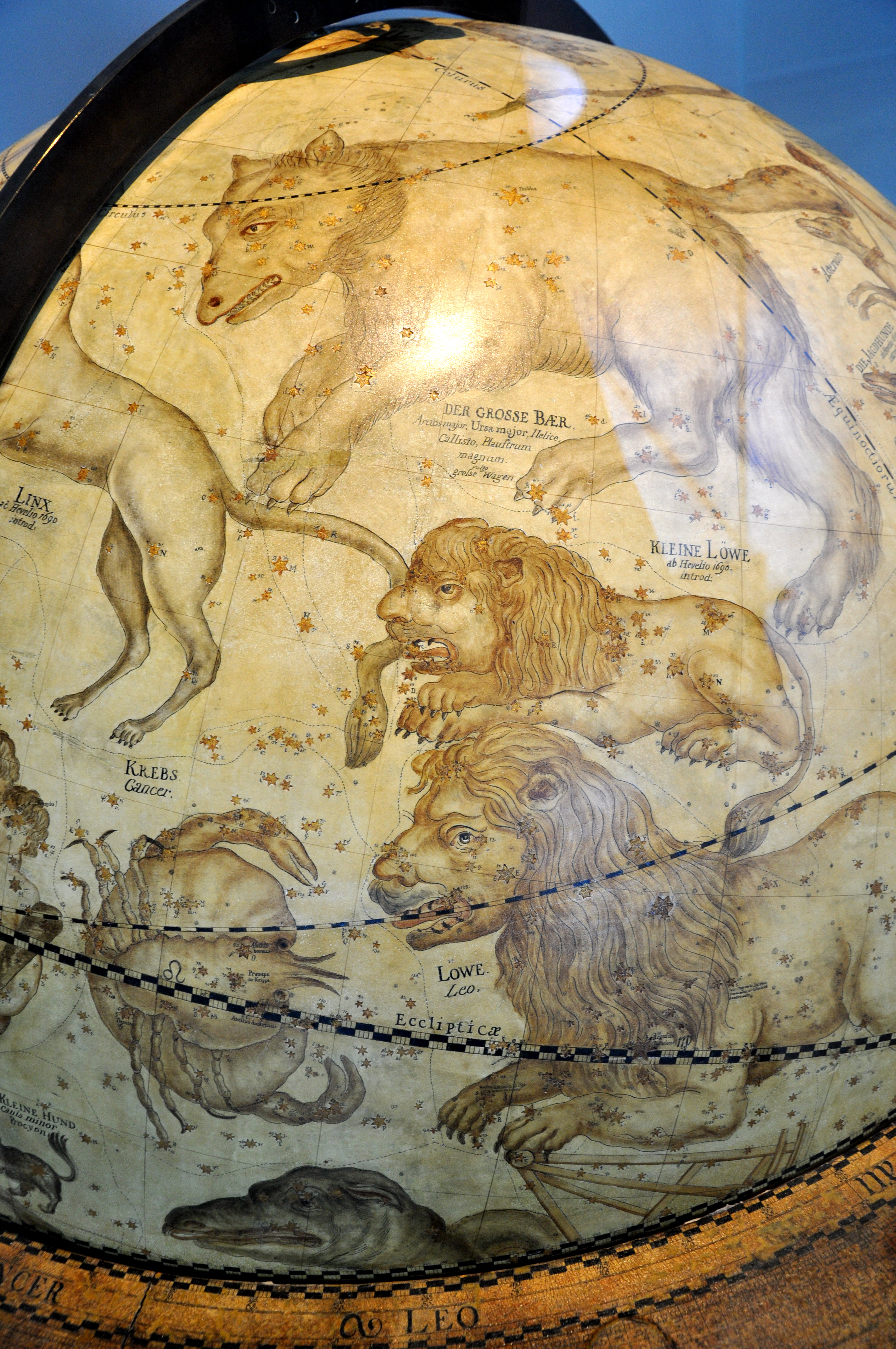
Detalj av himmelsglob från ca 1792, Neuen Kloster Schussenried.
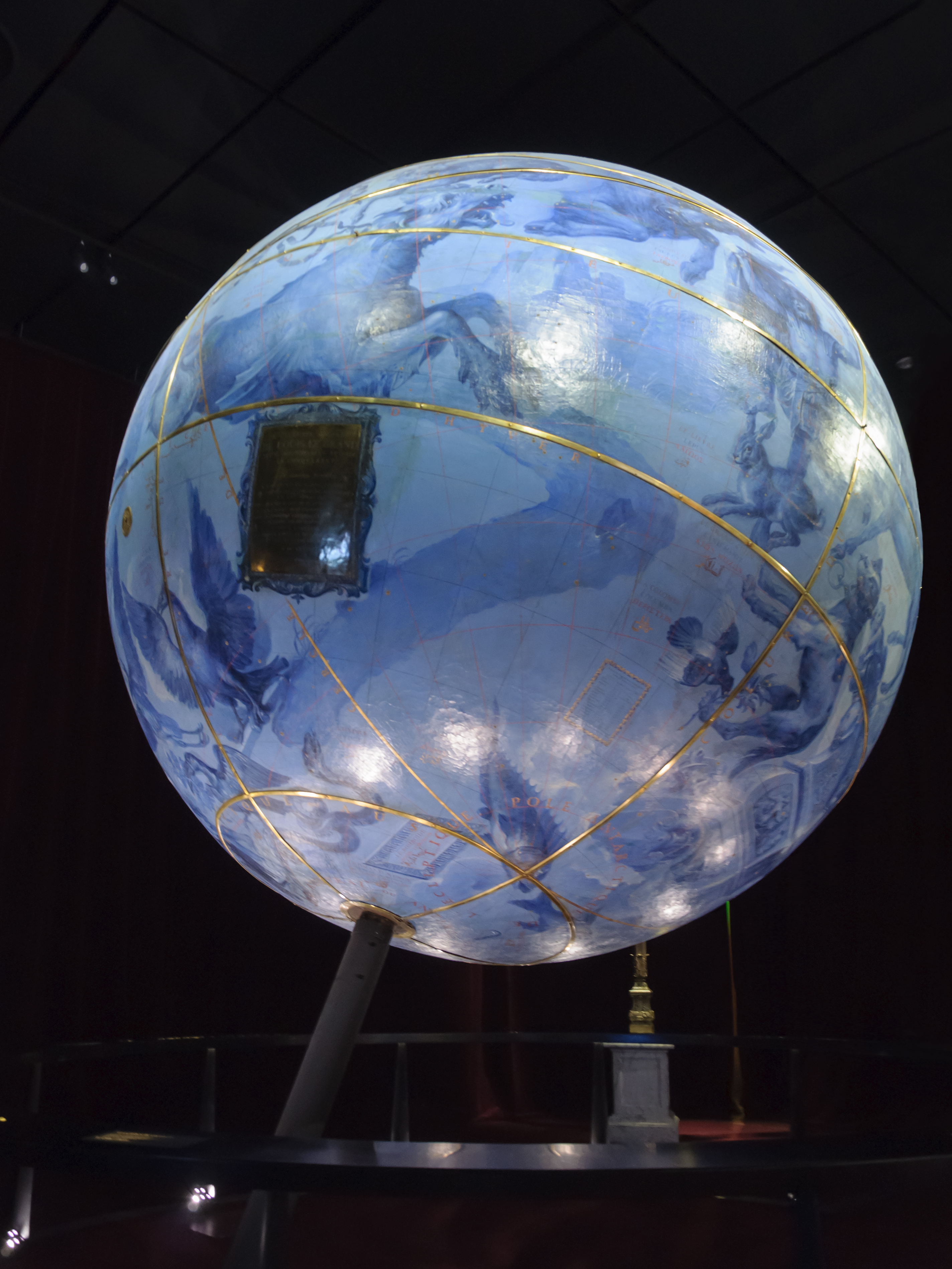
Vincinzo Coronelli, himmelsglob 1683. Diameter 387 cm. Nationalbiblioteket i Paris.
På Brasiliens flagga finns en himmelsglob avbildad.